# Schloss Beratzhausen

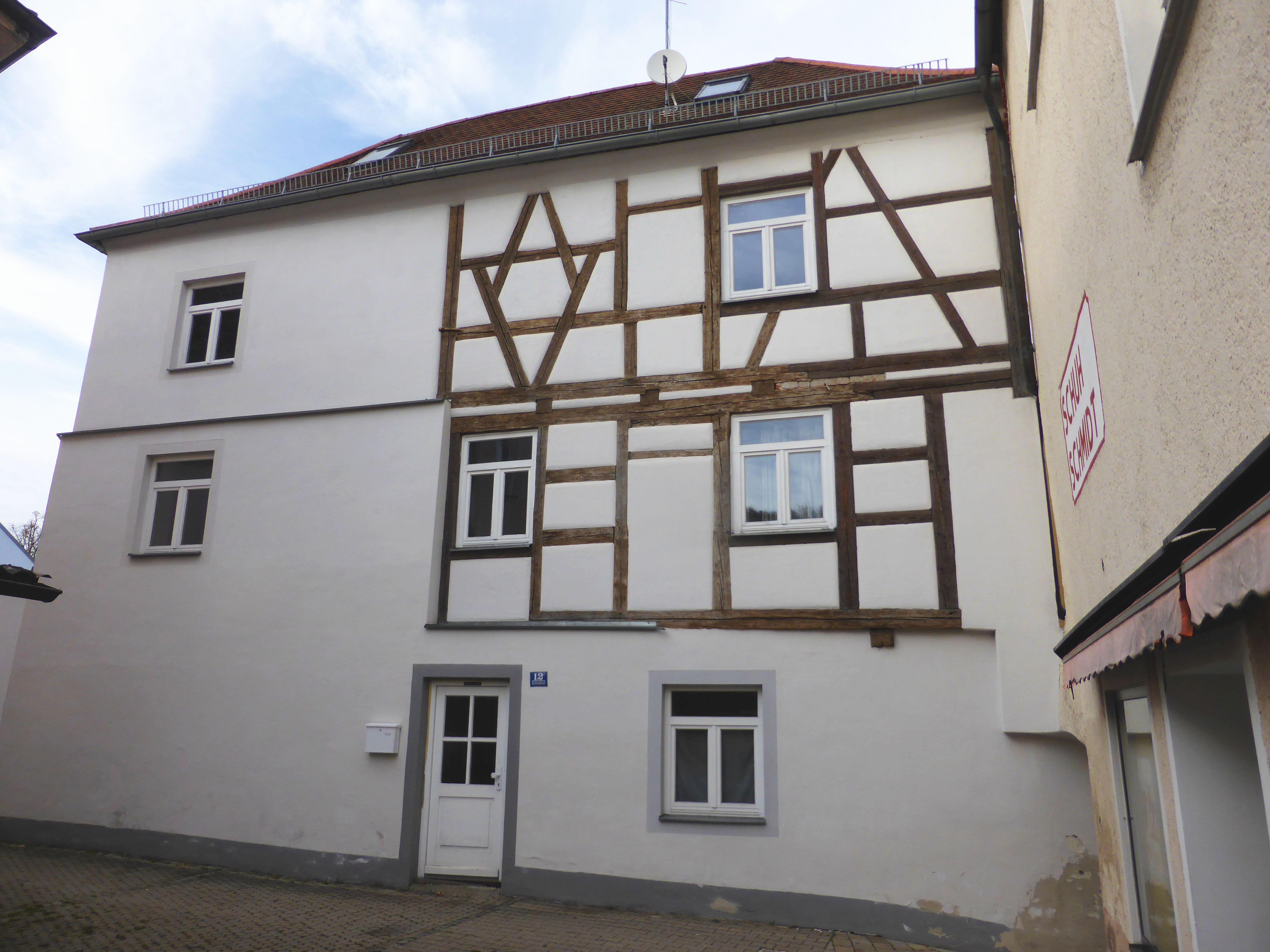
Schloss Beratzhausen (Schlosshof 12) in Beratzhausen

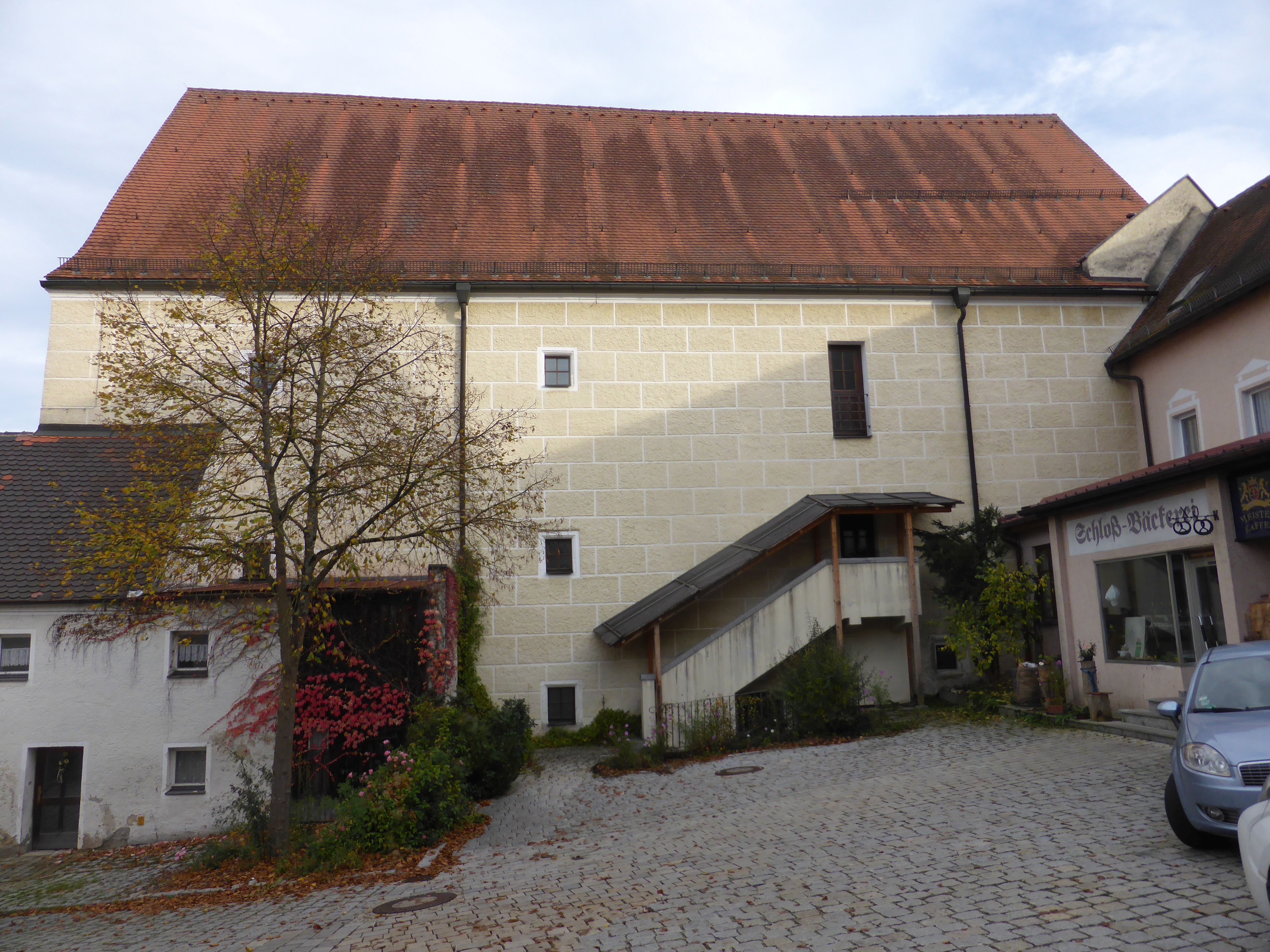
Zehentstadel und Teil des Schlosses in Beratzhausen

Das teilweise erhaltene Schloss Beratzhausen ist ein denkmalgeschütztes Areal am Schlosshof 2–7 im Markt Beratzhausen im Landkreis Regensburg (Bayern). Die Anlage ist unter der Aktennummer D-3-75-118-15 als Baudenkmal verzeichnet. „Archäologische Befunde des Mittelalters und der frühen Neuzeit im Bereich des ehem. Schlosses in Beratzhausen, darunter die Spuren von Vorgängerbauten bzw. älterer Bauphasen“ werden zudem als Bodendenkmal unter der Aktennummer D-3-6936-0112 geführt.

## Geschichte
1025 wird erstmals ein „Berehardeshusen“ erwähnt. Die Schlossanlage wurde von Bernhardin sen. von Stauff errichtet, dazu heißt es: Er errichtete sich ein festes Haus im Ort ‘mit vielen guten gemachen, dazu ein sehr schön und gut velde, die praiten genannt, bei 110 tagwerk feldes zu pflanzung paum, hopfen und andrer gärten’. Ab er 1565 sind die Zimmer ganz zerfällig, ... ohne Wohnung, darin sich eine Adelsperson behelfen könnte. Mitte des 15. Jahrhunderts erfolgt ein Neubau des Schlosses.
In dem Schlosshof hat sich auch ein öffentliches Bad befunden, denn die Stauffer zu Ehrenfels weisen 1560 auch Einnahmen aus einem padtzins aus. Nach der pfalz-neuburgischen Marktordnung von 1578 mussten beim Ehafttag die Bürger bestätigen, dass keine kranke Person das Bad besucht.
Im 16. Jahrhundert erfolgt ein erneuter Neubau als Pflegschloss. Bekannte Besitzer waren die Stauffer zu Ehrenfels, die Herzöge von Pfalz-Neuburg (1567) und die Gemeinde Beratzhausen. 1805 wurden diese staatlich gewordenen Gebäude an Privatpersonen verkauft, es wurden daraus zehn Wohngebäude.

## Pfleger, Richter, Förster
Das Schloss war Amtssitz des Pflegers und der dazugehörigen Verwaltung (Gerichtsschreiber, Amtsdiener etc.). In früheren Zeiten übten die Besitzer der Herrschaft Ehrenfels solche Ämter (z. B. das Richteramt) selbst aus.
- Heinrich (1350, Richter)
- Otto Zachstorfer (um 1376, auch Richter)
- Otto Staupperger (nach 1379)
- Jakob Rawber (1419, Richter zu Perachhawsen)
- Heinrich Castner (1485, auch Kastner)
- Michl Schopf (1441, vermutlich auf der Burg Ehrenfels)
- Ulrich Schopf (1444/1445)
- Hans Dürner zu Dürn (1461)
- Albrecht und Wilhelm Mendorfer (1465)
- Sigmund Peckenhofer (1482)
- Christoph Grießer der Ältere (1499–1519)
- Stephan Frankmann
- Warmund Dorfner (1525 – 1536, „geschworener Gerichtsschreiber zu Peretzhausen“)
- Leonhard Caman (Pflegamtsverwalter, 1570)
- Hans Hayna (1578, Gerichtsschreiber)
- Achatz Günzkofer von Güntzkofen
- Johann Bernhard (zugleich Richter)
- Michael Silbermann (bis 1594, zugleich Richter und Lehenpropst)
- Gregor Kindler (1602, Gerichtsschreiber)

Unter den Stauffern zu Ehrenfels gab es einen Forstwart, unter den Pfalzgrafen von Pfalz-Neuburg gab es einen Ober- und einen Unterförster, 1620 sprach man auch von einem reitenden und einem fußgehenden Förster (Sitz beim Zehentstadel).
Der erste pfalz-neuburgische Pfleger blieb Michael Silbermann. Folgende weitere Personen führten dann das Amt des Pflegers aus:
- Tobias Herstenzky (1600)
- Freiherr Marquard von Egloff (1608)
- Adam von Gerbersdorf (1609)
- Hans Wallrab (1610)
- Ignaz von Eglhoff (1619)
- Veit Philipp Sauerzapf (1624)
- Wolf Wilhem Pertoldshofer (1637)
- Bernhard Kreis von Lindenfels (1650, Pflegamtsverwalter)
- Veit Philipp Sauerzapf (1655)
- Ludwig von Lindenfels (1684)
- Egloff (1713, zugleich Stallmeister in Neuburg)
- Franz Freiherr von Rummel (1730, zugleich Pfleger von Hemau und Beratzhausen)
- Theodor Freiherr von Lilien (1773)
- Johann Bock (1786, Pflegamtskommissar)
- Karl Freiherr von Lilien (ab 1799 Landrichter und letzter Pfleger von Beratzhausen, denn mit der Neuorganisation der Landgerichte vom 24. März 1802 verlor Beratzhausen sein Gericht und Pflegamt)

## Gebäude
Das Schlossareal ist ein unregelmäßiger Komplex von einfachen Gebäuden um rechteckigen Platz.
- Schlosshof 2–4: Wohnhaus, zweigeschossiges und traufständiges Doppelhaus mit Satteldach;
- Schlosshof 6: Wohnhaus, zweigeschossiger und giebelständiger Satteldachbau in Ecklage;
- Schlosshof 7 und 9: Rundturm mit schindelgedecktem Kegeldach und Reste der südlichen Ringmauer des ehem. Schlosses;
- Schlosshof 9: Wohnhaus, zweigeschossiger und traufständiger Satteldachbau mit profilierten Fensterstöcken, spätmittelalterlich;
- Reste der südlichen Ringmauer des Schlosses;
- Schlosshof 10: Wohnhaus, zweigeschossiger und giebelständiger Satteldachbau (durchgreifend modernisiert);
- Schlosshof 12: Wohnhaus, dreigeschossiger und giebelständiger Walmdachbau, teilweise mit Fachwerkobergeschoss; im Kern 16. Jahrhundert